# Volley-ball en Belgique
Cet article traite de la pratique du volley-ball en Belgique.

## Organisation

### Divisions

#### Nationales
Les divisions nationales de volley-ball belges se composent:
Pour les hommes :
- d'une ligue A
- d'une ligue B
- d'une première division (nationale 1 ou « N1 »)
- d'une deuxième division (nationales 2 ou « N2 »)
- de deux poule de troisième division (nationales 3 ou « N3 »)

Pour les femmes :
- d'une ligue A
- d'une ligue B
- d'une deuxième division (nationales 2 ou « N2 »)
- de deux poule de troisième division (nationales 3 ou « N3 »)

#### Provinciales
Comme leurs noms l'indiquent, les divisions provinciales de volley-ball sont des divisions organisées pour chacune des neuf provinces de Belgique ainsi que pour Bruxelles.
Le nombre de ces divisions dépend du nombre de clubs de chaque province mais elles disposent toutes d'au moins deux divisions provinciales (« P1 » et « P2 »).

### Équipes nationales
- Féminine:
- Masculine:

## Compétitions

### Masculines
- Championnat de Belgique de volley-ball masculin
- Coupe de Belgique de volley-ball masculin
- Supercoupe de Belgique de volley-ball masculin

### Féminines
- Championnat de Belgique de volley-ball féminin
- Coupe de Belgique de volley-ball féminin
- Supercoupe de Belgique de volley-ball féminin